# Корона королевы Норвегии

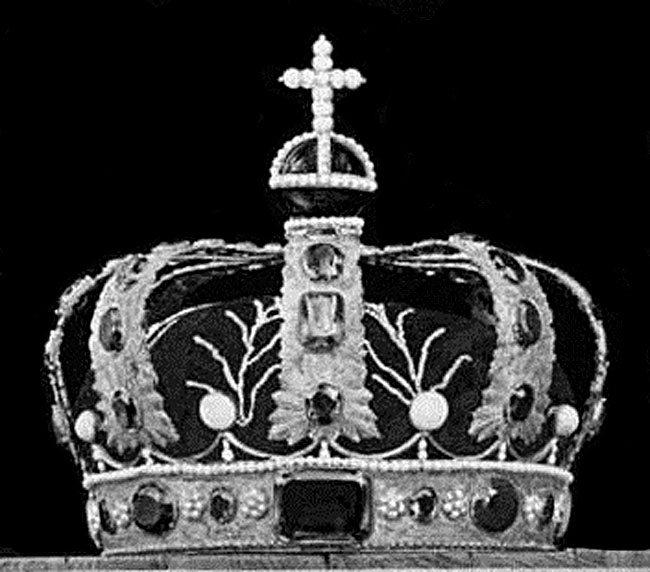
Корона королевы Норвегии

Корона королевы Норвегии – один символов власти норвежской монархии, коронационная регалия королевы-консорта Норвегии.

## История
Королевство Норвегия, находившаяся в унии со Швецией, не имела своих коронационных регалий. Однако, в 1818 году, после избрания на шведский трон французского маршала Жана-Батиста Бернадота, принявшего имя Карла XIV Юхана, и необходимостью его коронования как короля Норвегии, были изготовлены коронационные регалии для короля. Коронация супруги Карла XIV Юхан, королевы Дезидерии, произошла значительно позже, в 1829 году – в Швеции. Коронация в Норвегии должна была состоятся в 1830 году и для этих целей была заказана корона королевы. Изготовление короны было поручено ювелирам Erik Lundberg и Marc Giron из Стокгольма. Но в Норвегии королева Швеции Дезидерия так и не была коронована, и впервые корона использовалась в 1860 году для коронации королевы Луизы.

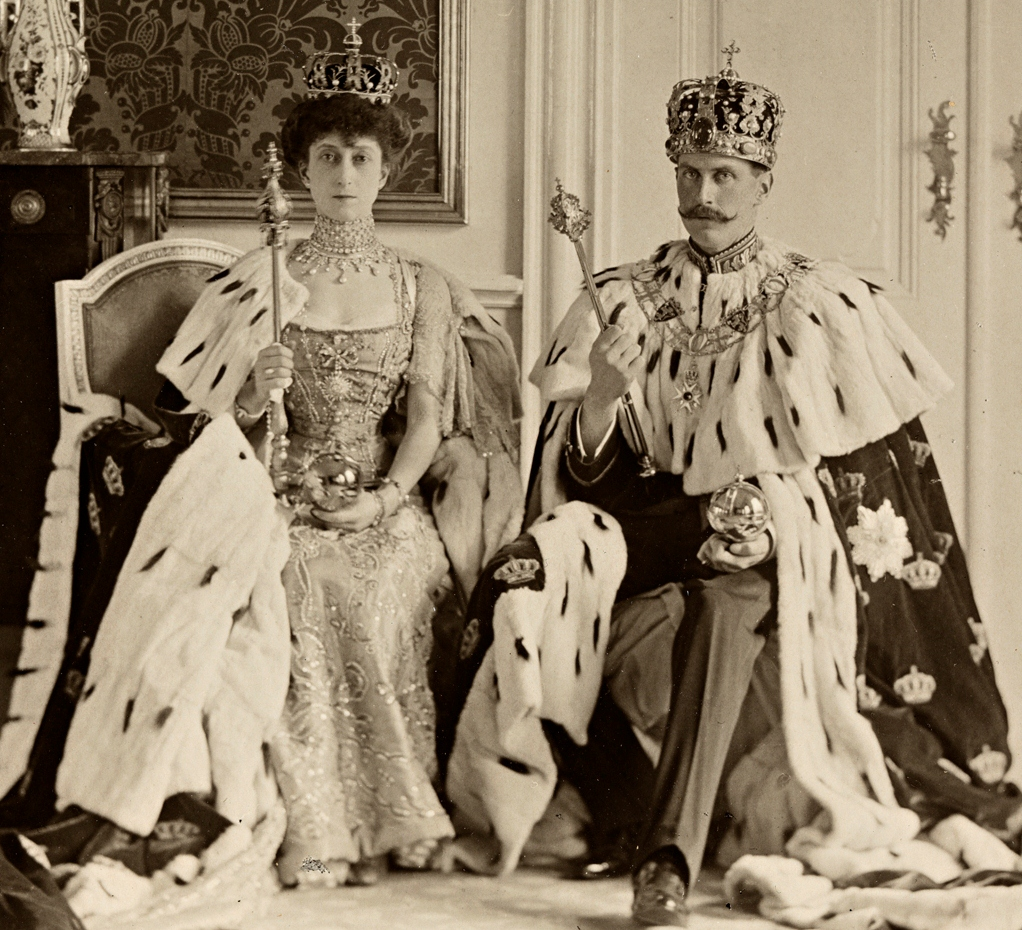
Королева Мод и король Хокон VII в коронационных облачениях

Последней коронованной короной была королева Мод, супруга короля Хокона VII. В дальнейшем процедура коронации была исключена из конституции страны и последующие монархи проходили лишь процедуру  инвеституры.

## Описание
Корона представляет из себя изготовленный из позолоченного серебра закрытый венец с шапкой красного бархата внутри.
- Высота: 17 см.
- Диаметр: 14 см.
- Вес: 534 г.

Венец состоит из инструктированного драгоценными камнями и жемчугом золотого обода с 16 чередующимися зубцами в виде геральдических листов земляники и крупной жемчужины. Края обода украшены полутора тысячами мелких жемчужин. От земляничных листов кверху восходят восемь полудуг, объединённых в центре под шаром синей эмали. Шар декорирован жемчужным пояском и четырьмя полудугами, на верху которых установлен жемчужный крест.
Спереди в центре в венец установлен крупный аметист.
В короне также использованы другие драгоценные камни: аметисты, цитрины, хризопразы, жемчуг.
Бархатная шапка вышита жемчугом.

## Скипетр и держава

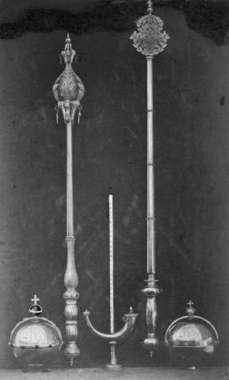
Коронационные регалии (без корон) короля и королевы

К коронационным регалиям также относятся скипетр и держава, которые были изготовлены ювелиром Erik Lundberg в Стокгольме в 1830 году, для планировавшейся, но не произошедшей, коронации королевы Дезидерии.

### Скипетр
Изготовлен из позолоченного серебра. Навершие декорировано золотом и аметистами.
- Длина: 70 см
- Вес: 574 грамм

### Держава
Изготовлена из позолоченного серебра, декорированного золотом. Ободок и дужка по шару декорированы огранёнными сапфирами. На основном шаре державы вверху установлен малый шар синей эмали с жемчужными ободком и дужкой, венчает которую жемчужный крест.
- Высота: 16 см
- Диаметр: 10 см
- Вес: 436 грамм